# Фотохімічна реакція
Фотохімíчна реа́кція (рос. фотохимическая реакция, англ. photochemical reaction) — хімічна реакція, що викликається поглинанням ультрафіолетового, видимого чи інфрачервоного випромінювання. У таких реакціях молекулярні частинки, принаймні одного з реактантів, переходять у збуджений стан і потім реагують. У збудженому стані міняються хімічні властивості молекул (наприклад, зростає реактивність і основність азотовмісних сполук).
Прикладом такої реакції є фотоокиснення йонів заліза або аніонів галоїдів у кислому середовищі у присутності води:
Багато реакцій здатні перебігати як в основному, так і в збудженому стані. Це реакції фотоприєднання, фотоциклоприєднання, фотоелімінування, фотоокиснення та ін.